# Royal FC Mandel United
Royal FC Mandel United is een Belgische voetbalclub uit Izegem en Ingelmunster. De club is bij de Belgische Voetbalbond aangesloten met stamnummer 935 en heeft rood-zwart-geel als clubkleuren. RFC Mandel United ontstond in 2017 door een fusie van KFC Izegem en OMS Ingelmunster.

## Geschiedenis

### KFC Izegem
KFC Izegem werd in 1926 opgericht als Football Club Izegem en sloot in 1927 aan bij de KBVB. Het speelde enkele seizoenen in tweede klasse.

### OMS Ingelmunster
Olympic Molen Sport Ingelmunster ontstond in 2003 na de verhuis van de eerste voetbalclub uit de gemeente, KSV Ingelmunster. De club slaagde er in 2012 in de nationale reeksen te bereiken. In 2017 werd de club kampioen in derde klasse amateurs.

### Royal FC Mandel United
In het voorjaar van 2017 ontstond KFC Mandel United uit de fusie van KFC Izegem met OMS Ingelmunster. Vanaf het seizoen 2017-2018 gingen de twee clubs samen verder onder de naam KFC Mandel United met het stamnummer 935 van KFC Izegem. Het eerste seizoen wordt afgewerkt in het stadion van Ingelmunster, terwijl in Izegem een nieuw stadion met kunstgrasplein werd gebouwd waar de club waarschijnlijk zal spelen vanaf het seizoen 2019-2020. In 2018 werd beslist om ook het tweede seizoen in Ingelmunster te spelen.
In het seizoen 2018-2019 slaagde de ploeg erin te stunten in de beker door eersteklasser Waasland-Beveren te verslaan met 1-2 en zo door te stoten naar de 1/8e finales. In de 1/8e finales slaagden ze er niet in om opnieuw te stunten, ze werden 3-2 verslagen door Sint-Truiden VV.
In 2021 werd de naam van de club gewijzigd in Royal FC Mandel United.

## Resultaten
| Seizoen | Klasse | Klasse | Klasse | Klasse | Klasse | Klasse | Klasse | Klasse | Klasse | Reeks             | Punten | Opmerkingen |
|         | 1A     | 1B     | 1Am    | 2Am    | 3Am    | P.I    | P.II   | P.III  | P.IV   |                   |        | Vanaf 2016-17 zijn er 3 nationale en 2 regionale niveaus                                                                         |
| ------- | ------ | ------ | ------ | ------ | ------ | ------ | ------ | ------ | ------ | ----------------- | ------ | --- |
| 2017/18 |        |        |        | 2      |        |        |        |        |        | Tweede klasse Am. | 57     | Verlies in eindronde voor promotie tegen Club Luik                                                                               |
| 2018/19 |        |        |        | 2      |        |        |        |        |        | Tweede klasse Am. | 60     | Verlies in eindronde voor promotie tegen KSK Ronse                                                                               |
| 2019/20 |        |        |        | 2      |        |        |        |        |        | Tweede klasse Am. | 45     | Vroegtijdig stopgezet wegens de Coronacrisis, toch promotie naar 1e Nationale                                                    |
| 2020/21 |        |        |        |        |        |        |        |        |        | Eerste nationale  |        | Competitie vroegtijd stopgezet vanwege de coronapandemie                                                                         |
| 2021/22 |        |        | 14     |        |        |        |        |        |        | Eerste nationale  | 19     | In baragewedstrijden gewonnen tegen SC Eendracht Aalst (2-1 in tot.), in de finale tegen Royal Union Tubize-Braine (8-3 in tot.) |
| 2022/23 |        |        | 20     |        |        |        |        |        |        | Eerste nationale  | 14     | Degradatie naar 2e Nationale |
| 2023/24 |        |        |        | 17     |        |        |        |        |        | Tweede afdeling   | 37     | Degradatie naar 3e Nationale |
| 2024/25 |        |        |        |        | 1      |        |        |        |        | Derde afdeling    | 67     | Kampioen |
| 2025/26 |        |        |        |        |        |        |        |        |        | Tweede afdeling A |        | |